# フィリップ・クラステフ
フィリップ・ヤヴォロフ・クラステフ（ブルガリア語: Филип Яворов Кръстев、2001年10月15日 - ）は、ブルガリアのサッカー選手。ブルガリア代表。ポジションはMF。

## クラブ歴
2010年にPFCスラヴィア・ソフィアの下部組織に加入。2018年5月13日の試合でガリン・イヴァノフに代わって途中投入され、16歳210日でトップチームデビュー。2020年2月24日に初得点をあげた。さらに翌週の試合でもイヴァイロ・ディミトロフの得点をアシストする活躍を見せた。
2020年6月18日、翌週にマンチェスター・シティFCに加入すると報じられたが、同月28日に同じシティ・フットボール・グループ傘下のロンメルSKへの加入が発表され、年内は期限付き移籍の形でスラヴィア・ソフィアに残留する事も併せて発表された。
2021年1月28日にシティ・フットボール・グループ傘下のトロワACに1年半の契約で期限付き移籍。同シーズンにクラブはリーグ・ドゥで優勝し、リーグ・アンに昇格した。

## 代表歴
2020年8月、翌月行われるUEFAネーションズリーグ 2020-21のメンバーとしてブルガリアA代表初招集、9月6日の同大会のウェールズ代表戦でトドル・ネデレフに代わって途中出場し初出場となった。